# Wągłczew
Wągłczew est une localité polonaise de la gmina de Wróblew, située dans le powiat de Sieradz en voïvodie de Łódź.